# Clone High
A Clone High (jelentése: Klón Gimnázium) egy felnőtteknek szóló amerikai animációs sorozat, amelyet Phil Lord, Christopher Miller és Bill Lawrence készítettek. A műsor egy gimnáziumban játszódik, melynek tanulói híres történelmi személyek klónjai. A főszereplők Abraham Lincoln, Jeanne d’Arc, Gandhi, Kleopátra és John F. Kennedy tinédzser változatai. A sorozat olyan tinidrámákat parodizál, mint a Dawson és a haverok és a Beverly Hills 90210, és minden rész "nagyon különleges epizódként" van beharangozva.
Lord és Miller a Dartmouth College tanulóiként találták ki a sorozatot. Próbálkoztak a Foxnál, de a csatorna visszautasította a műsort. Végül a MTV vette meg, és 2002. november 2.-től 2003. április 14.-ig vetítette. A főcímdalt Tommy Walter és együttese, az Abandoned Pools szerezte, több más, a műsorban elhangzó dallal együtt. A sorozat producere Bill Lawrence volt, akinek a nevéhez olyan sorozatok köthetők, mint a Dokik, a Kerge város és a Született szinglik. A Dokik szereplői közül Zach Braff, Donald Faison, Sarah Chalke, John C. McGinley, Neil Flynn és Christa Miller ingyen vállalták, hogy a Clone High karaktereit szinkronizálják. Flynn Dokik-béli karaktere, a Mindenes a Clone High-ban is feltűnik mellékszereplőként.
A műsort először a kanadai Teletoon sugározta 2002 és 2003 között, az MTV-n később került adásba. Gandhi ábrázolása hatalmas felháborodást keltett Indiában, melynek következtében emberek százai kezdtek éhségsztrájkba. Nem sokkal később az MTV levette a műsoráról az egyébként alacsonyan értékelt sorozatot, amely 2016-ban, az MTV Classicon került ismét képernyőre. A kezdeti vegyes kritikák ellenére a Clone High az évek alatt kultikus státuszt ért el. 2020 júliusában bejelentették, hogy új verzió készül a sorozatból, az eredeti készítők közreműködésével. 2021 februárjában bejelentették, hogy az HBO Max két évadot rendelt be az új verzióból. A feltámasztott sorozat 2023. május 22-én debütált, majd június 22-ig minden csütörtökön két új résszel jelentkezett. A harmadik évad mind a tíz része 2024. február 10-én jelent meg. 2024 júliusában a sorozatot ismét elkaszálták, így az egy újabb cliffhangerrel ért véget.

## Történet
A Clone High az Exclamation nevű fiktív amerikai város gimnáziumában játszódik. Az iskolát egy kidolgozott katonai kísérlet keretein belül, titokban üzemelteti az amerikai kormány alkalmazásában álló Árnyékos Alakok Titkos Tanácsa. Az intézmény tanulói mindannyian híres történelmi személyek klónjai, akiket azért hoztak létre a 80-as években, hogy később az amerikai hadsereg segítségére váljanak. Az iskolaigazgató, Cinnamon J. Scudworth viszont egy klón-tematikájú vidámpark, (Cloney Island) létrehozásához használná fel őket. Scudworth segítője Mr. Butlertron, a robotkomornyik/igazgatóhelyettes/ párátlanító, aki mindenkit Wesley-nek szólít és három különböző hanglejtéssel képes beszélni.
A műsor középpontjában Abe, Joan és Gandhi állnak. A sorozat nagy részében azt követhetjük, hogy Abe igyekszik meghódítani Cleót, miközben észre sem veszi, hogy Joan szerelmes belé. Eközben a macsó JFK szintén Cleo kegyeiért küzd, gyakran összetűzésbe kerülve Abe-bel. A hiperaktív Gandhi általában a legfőbb humorforrásként szolgál a műsorban

## Stílus
Bár a klónok több tulajdonságát is a valódi, mintául vett személyek ihlették, számos poén forrásául szolgál az, hogy mennyire különbözik a személyiségük az "őseikétől". Gandhi például a sorozatban egy hiperaktív figura, míg "klónapjára" a nyugodtság és az erőszakmentesség volt jellemző, a határozatlan és gyenge Abe-ből pedig hiányzik az igazi Lincoln elszántsága. A klónok emellett hozzájuk nem illő nevelőszülőket is kaptak: Gandhi szülei sztereotíp amerikai zsidók, JFK-t egy meleg pár neveli, míg Joan "nevelő-nagyapja" Toots egy Ray Charles-hoz hasonló idős, vak zenész. A szereplőkhöz kapcsolódó külön érdekesség, hogy a főbb karakterek valódi megfelelői közül egyik sem halt természetes halált: Lincolnt, Gandhit és Kennedyt megölték, Jeanne D'Arc-ot kivégezték, Kleopátra pedig öngyilkos lett.
A Clone High két legfőbb humorforrása a tinidrámák parodizálása illetve a történelmi utalások. Az epizódok cselekménye általában egy romantikus szálra és visszatérő gegekre épül, amelyek felnőtteknek szánt vicceken, összeesküvés-elméleteken és melodrámán alapszik. A készítők azzal akarták bevonzani a tervezett célközönséget (17 és 25 év közötti férfiakat), hogy szatirikusan minden epizódot "nagyon különlegesként" harangoztak be. A sorozat főként az 1990-es évek amerikai drámáit figurázta ki, melyeknek gyakori témája volt a drogfogyasztás, az AIDS, az alternatív életstílusok, a rasszizmus, a kirekesztés és a szalagavatók. A Clone High az iskolai narratívákat központba állítva a tinisorozatok gyakori témáit is kifigurázta, úgy mint az iskolaelnök-választást, a központi vizsgákat, a stílusváltásokat, az iskolai színdarabokat, a hírességeket, a szalagavató bált, a sportversenyeket és az adománygyűjtéseket. A műsor másik fő humorforrása a közismert történelmi tényekre történő utalás, például amikor az első évad ötödik részében JFK azt kiabálja, hogy "Soha semmi rossz nem történik a Kennedykkel!" , majd összetöri az autóját.

## Szereplők

#### Első évad
- Abe (Will Forte): Abraham Lincoln klónja, az első évad főszereplője. Felnéz klónapjára, de tart attól, hogy nem tud felnőni hozzá. Szerelmes Cleóba, de nem veszi észre, hogy Joan hogyan érez iránta, közeledéseit baráti gesztusnak tartja. Meglehetősen naiv és esetlen.
- Joan (Nicole Sullivan): Jeanne d’Arc klónja, Abe egyik legjobb barátja és legfőbb bizalmasa. Intelligens, cinikus gót lány. Szerelmes Abe-be, és zavarja, hogy ő ezt nem veszi észre, mert Cleóval van elfoglalva.
- Gandhi (Michael McDonald): Mahatma Gandhi klónja, Abe másik legjobb barátja. Hozzá hasonlóan ő sem igazán tud felnőni klónapjához. Igazi "partiállat", a sorozat fő humorforrása. Mivel az eredeti sorozatot főleg az ő karaktere miatt kaszálták el, a 2023-as változatban csak említés szintjén szerepel. Hiánya Abe-nek sem tűnik fel, Joan pedig egyáltalán nem is emlékszik rá.
- Cleo (Az első évadban Christa Miller, a másodiktól Mitra Jouhari): VII. Kleopátra klónja, hiú és gyakran rosszindulatú cheerleader, az iskola egyik legnépszerűbb tanulója. JFK-vel és Abe-bel is volt kapcsolata. Joan-nal később fogadott testvérek lesznek, mikor Cleo nevelőanyja összejön Joan nevelő-nagyapjával.
- JFK (Chris Miller): John Fitzgerald Kennedy klónja. Jóképű, de arrogáns sportoló, szintén a gimnázium népszerű diákjai közé tartozik. A Cleo szerelméért folytatott harcban Abe riválisa.
- Scudworth igazgató (Phil Lord): tipikus őrült tudós, a gimnázium igazgatója, aki a klónokat egy tematikus vidámpark kiépítésére szeretné felhasználni. Miután ez a terve kudarcot vallott, lefagyasztotta az eredeti klónokat, majd újakat készített és folytatta az iskola működtetését.
- Mr. Butlertron (Chris Miller): Scudworth robotkomornyikja, igazgatóhelyettese és párátlanítója. Elhunyt "testvére" után mindenkit Wesley-nek szólít.

#### Második évad
- Candide Sampson (Christa Miller): Scudworth igazgató szigorú, hidegszívű felettese, az Árnyékos Alakok új projektjének vezetője, és Joan új nevelőanyja.
- Frida Kahlo (Vicci Martinez): Frida Kahlo klónja, aki a legnépszerűbb a második-generációs klónok közül, és a gördeszkázás megszállottja. Nem azonos az első évadban mellékszereplőként feltűnő Frida Kahlo klónnal.
- Harriet Tubman (Ayo Edebiri): Harriet Tubman klónja, Frida legjobb barátnője. Nem azonos az első évadban mellékszereplőként feltűnő Harriet Tubman klónnal.
- Confucius (Kelvin Yu): Konfuciusz klónja, az internet és a közösségi média fanatikusa.
- Topher Bus (Neil Casey): Kolumbusz Kristóf klónja, aki a Topher Bus nevet használja, hogy elhatárolódjon klónapjától. A különböző szociális mozgalmak támogatójának tetteti magát, valójában viszont egy internetes troll, aki névtelenül sérteget másokat.

Az iskola további diákjai: Julius Caesar, II. Katalin, Dzsingisz kán, Mária Antónia, George Washington Carver, Jézus Krisztus, Vincent van Gogh, Adolf Hitler, Marie Curie, Thomas Edison, Paul Revere, Nostradamus, Elvis Presley, Isaac Newton, Buddy Holly, Sigmund Freud, Bonaparte Napóleon, William Howard Taft, Juan Ponce de León

## A Gandhi-botrány
2003 elején a Maxim magazinban megjelent egy rajz, amelyen egy izmos férfi megveri Mahatma Gandhit, ez pedig óriási felháborodást keltett Indiában. A Clone High akkor került terítékre, amikor az indiaiak az interneten a Maxim cikkét keresve rátaláltak a műsor és Gandhi karakterének adatlapjára az MTV weboldalán. Az ország lakóit felháborította, ahogy Gandhit a sorozatban ábrázolták. 2003. január 30-án, Gandhi meggyilkolásának 55. évfordulóján nagyjából 150 tüntető (köztük országgyűlési képviselők és Gandhi dédunokája, Tushar) gyűlt össze Delhiben és kezdett éhségsztrájkba a sorozat miatt. Tom Preston, az MTV-t birtokló Viacom elnöke meglátogatta a csatorna indiai bázisát, ahol "csapdába esett". 2014-ben elmondta, hogy a tüntetők azzal fenyegették, hogy visszavonják a csatorna közvetítési jogait az országban, ha nem szüntetik be a műsort.
Az MTV elnézést kért, mondva, hogy "a Clone High az amerikai közönség számára készült" és hogy "elismerjük és tiszteletben tartjuk, hogy különböző kultúrák máshogy tekintenek a műsorra és nagyon sajnáljuk, ha a sorozat bárkit megbántott". Miller később azt mondta, az MTV vezetőinek tetszett a műsor és azt kérték tőlük, hogy készítsenek egy második évadot, Gandhi nélkül. Lord és Miller két lehetséges változattal állt elő: az egyikben szóba sem került volna a hiánya, a másikban pedig az derült volna ki, hogy ő valójában a színész Gary Coleman klónja. "Mi felvetettük ezt, a Viacomnál viszont nemet mondtak." - emlékezett vissza később. Amikor végül újraindult a sorozat, Gandhi nem szerepelt benne.